# Kőrösi Csaba (színművész)
Kőrösi Csaba (Nagyvárad, 1959. május 26. –) Jászai Mari-díjas magyar színész.

## Életpályája
1978-ban kezdte meg tanulmányait színművész szakon a marosvásárhelyi Szentgyörgyi István Színművészeti Intézetben, ahol 1983-ban szerzett diplomát. 1983-tól öt éven át Nagyváradon játszott, majd 1988-ban Magyarországra települt és a Veszprémi Petőfi Színház társulatának lett a tagja. Két évvel később a zalaegerszegi Hevesi Sándor Színházhoz szerződött. 2004 óta ismét a Veszprémi Petőfi Színház társulatának tagja. Vendégként szerepelt a Győri Nemzeti Színházban is.

## Színházi szerepei
- William Shakespeare: Romeo és Júlia.... Baltazár, Romeo legénye
- William Shakespeare: Lear király.... Oszvald, Goneril udvarnoka
- William Shakespeare: Hamlet.... Rosencrantz; Guildenstern
- William Shakespeare: Szentivánéji álom.... Puck
- William Shakespeare: A windsori víg nők.... Page, windsori polgár
- William Shakespeare: Sok hűhó semmiért.... Antonio, Leonato bátyja
- William Shakespeare: Hazatérés Dániába.... Komikus, színész
- William Shakespeare: Ahogy tetszik.... Jacques, nemes a száműzött herceg kíséretében
- Carlo Goldoni: A komédiaszínház.... Petronio, szerepe szerint doktor
- Carlo Goldoni: A kávéház.... Flaminio, Leandro gróf álnéven
- Molière: Don Juan.... Don Carlos
- Pierre-Augustin Caron de Beaumarchais: Figaro házassága.... Figaro
- Nyikolaj Vasziljevics Gogol: A revizor.... Artyemij Filippovics Zemljanyika, a közjótékonysági intézmények főgondnoka
- Anton Pavlovics Csehov: Három nővér.... Tuzenbach
- Anton Pavlovics Csehov: Cseresznyéskert.... Szimeonov-Piscsik
- Alekszandr Nyikolajevics Osztrovszkij: Vihar.... Kuligin
- Mihail Afanaszjevics Bulgakov: Moliére (Álszentek összeesküvése).... Igazságos Varga, udvari bolond
- Makszim Gorkij: Éjjeli menedékhely.... Mihail Ivanov Kosztiljov
- Valentyin Petrovics Katajev: Bolond vasárnap.... Portás
- Oscar Wilde: Hazudj igazat.... Moncrieff Algernon
- Arthur Miller: Az ügynök halála.... Howard Wagner
- Bertolt Brecht: A szecsuáni jólélek.... szereplő
- Friedrich Dürrenmatt: A fizikusok.... Richard Voss, detektívfelügyelő
- John Steinbeck: Egerek és emberek.... Curley
- Ken Kesey: Kakukkfészek.... Scanlon
- Jean Anouilh: Jeanne d’Arc.... Ügyész; Érsek; Hóhér
- Eugène Ionesco: A székek....  Szónok
- Sławomir Mrożek: Pjotr Ohey mártíromsága.... Tisztviselő
- Harold Pinter: A gondnok.... Davies
- Georges Feydeau: Bolha a fülbe.... Camille Chandebise
- Neil Simon: Furcsa pár.... Speed
- Neil Simon: Pletyka.... Ken Gorman
- Ray Cooney: Páratlan páros.... Stanley Curtis
- Ray Cooney: Család ellen nincs orvosság.... Őrmester
- Pierre Barillet – Jean-Pierre Grédy: A kaktusz virága.... Norbert, Julien barátja
- Brandon Thomas – Szenes Iván: Charley nénje.... Lord Frank Babberley
- Adrian Dohotaru: Vizsgálat egy fiatalember ügyében aki nem csinált semmit.... Szerkesztőségi titkár
- I. D. Sírbu: A jóreménység bárkája.... Sém
- Ion Baiesu: Az eltűnt értelem nyomában.... Hivatalnok
- David Seidler: A király beszéde.... Lionel Logue, ausztrál beszédtanár
- Tom Schulman: Holt költők társasága.... Paul Nolan
- Paul Everac: Mindent a szekrénybe.... Gherman Misu
- Dan Micu – Horia Lovinescu: Karamazovok.... Alekszej Fjodorovics Karamazov, Ő
- Nathan Richard Nash: Az esőhozó ember.... Jim Curry
- Carl Sternheim: A bugyogó.... Benjamin Mandelstam, borbély
- Jane Austen: Értelem és érzelem.... John Dashwood
- Jaroslav Hašek – Emil Frantisek Burian: Svejk.... Lukas; Cvikkeres
- Karl Kraus: Az emberiség végnapjai.... szereplő
- Bornemisza Péter: Tragédia magyar nyelven, az Sophocles Electrájából.... Parasitus
- Balassi Bálint: Szép magyar komédia.... Dienes, pásztor
- Kisfaludy Károly: Csalódások.... Mokány, földesúr
- Szigligeti Ede: Liliomfi.... Gyuri, pincér
- Molnár Ferenc: Egy, kettő, három.... Főszabász
- Molnár Ferenc: Az üvegcipő.... Őrmester; Tanácsos
- Molnár Ferenc: Színház.... Dr. Ernő
- Molnár Ferenc: Delila.... Csapos
- Molnár Ferenc: Liliom.... Linzmann
- Móra Ferenc: Kincskereső kisködmön.... Küsmödi bácsi, Bicebóca nagyapja
- Kosztolányi Dezső: Édes Anna.... Ficsor, házmester
- Heltai Jenő: A néma levente.... Beppo, Agárdi Péter csatlósa
- Füst Milán: Boldogtalanok.... Mihály, szolga
- Móricz Zsigmond: Pillangó.... Hitves Pál
- Békeffi István: A régi nyár.... Zoli, a Budai Színkör művésze
- Zilahy Lajos: A szűz és a gödölye.... Sándorka
- Zilahy Lajos: Fatornyok.... Kriegs Árpád
- Zilahy Lajos – Zerkovitz Béla: Békebeli komédiák.... szereplő
- Barabás Tibor – Gádor Béla: Állami áruház.... Glauziusz, főkönyvelő
- Pilinszky János: Élőképek.... szereplő
- Örkény István: Kulcskeresők.... Bolyongó
- Dobozy Imre: A tizedes meg a többiek....SS hadnagy
- Sütő András: Vigyorgó búbánat.... Hékás kutya
- Méhes György: Mi, férfiak.... Gabi
- Méhes György: Vagy-vagy.... Dugesz
- Weöres Sándor: A Holdbeli csónakos... Nagymedve, lapp fejedelem; Lapátos, hindu
- Lázár Ervin: A kisfiú meg az oroszlánok.... Barna Viktor, építész
- Lázár Ervin: Bab Berci kalandjai.... Pálinkós Gyurka
- Csukás István: Mirr-Murr, a kandúr.... Házmester; Első macska; Hold arca
- Csukás István: Utazás a szempillám mögött.... Hangya
- Csukás István – Bergendy István: Mesélj, Münchhausen.... Ferdinánd
- Rejtő Jenő kabaréja.... Dr. Vándor; Tulipán;  Mautner; Tihamér; Hámori Ferenc, miniszteri titkár
- Nóti Károly – Fényes Szabolcs – Szenes Iván: Nyitott ablak.... Novotny; Őrnagy
- Nagy Ignác: Tisztújítás.... Aranyos, köznemes
- Zágon István – Nóti Károly: Hyppolit, a lakáj.... Tóbiás
- Rideg Sándor – Bereményi Géza: Indul a bakterház.... Patás
- László Miklós: Illatszertár.... Hammerschmidt
- Pozsgai Zsolt – Szilágyi Tibor: Vak Ond álma avagy milleniumi rémmesék.... szereplő
- Gyurkovics Tibor: Nagyvizit.... Cziegler
- Farkas István: Napos oldal.... Ferenc
- Márton László: A szabadság vendége.... Leone
- Kelemen Tamás Anna: Virágot Algernonnak.... szereplő
- Palásthy Bea: Ők heten a brémai muzsikusok.... Nemkell
- Gabnai Katalin: Táltos János.... Halál; Vándorköszörűs
- Vándorfi László: Jézus Krisztus.... Júdás
- Duró Győző – Vándorfi László: 1848.... Bem József
- Szörényi Levente – Bródy János: Kőműves Kelemen.... Karuj
- Horváth Péter – Presser Gábor – Sztevanovity Dusán: A padlás.... Detektív
- Dés László – Geszti Péter: A dzsungel könyve.... Csil
- Pós Sándor – Déry Tibor – Presser Gábor – Adamis Anna: Képzelt riport egy amerikai popfesztiválról.... Tanú
- Müller Péter – Tolcsvay László – Müller Péter Sziámi: Isten pénze.... Marley
- Lev Nyikolajevics Tolsztoj – Kocsák Tibor – Miklós Tibor: Anna Karenina.... Professzor
- Móricz Zsigmond – Kocsák Tibor – Miklós Tibor: Légy jó mindhalálig.... Török bácsi
- Szabó Magda – Kocsák Tibor – Somogyi Szilárd - Miklós Tibor: Abigél.... Mráz úr, az üveges
- Szurdi Miklós – Szomor György – Valla Attila: Diótörő és Egérkirály.... Egérkirály
- Lionel Bart: Oliver!.... Fagin, orgazda, tolvajfejedelem
- Leonard Bernstein: West Side Story.... Action
- Joe Masteroff – John Kander – Fred Ebb: Kabaré.... Konferanszié
- Luigi Magni – Bernardino Zapponi – Vajda Katalin: Legyetek jók, ha tudtok!.... Fülöp atya
- Asztalos István – Bella István: Szent László.... Fényes
- Asztalos István – Kovács Attila: Gizella.... Türje
- Asztalos István – Kovács Attila: Börtönmusical.... Freddy
- Asztalos István – Kovács Attila: Szellőjáró köpönyeg.... Dániel
- Nagy Gergely – Silló Sándor: Ég és Föld.... Jerry
- Nádas Péter: Ünnepi színjátékok (I. Átjáró; II. Útvesztő).... szereplő
- Ifj. Johann Strauss: Bécsi vér.... Kugler
- Hervé: Nebáncsvirág.... Alfréd Chateau-Gibou őrnagy
- Frederick Loewe - Alan Jay Lerner: My Fair Lady.... Pickering ezredes
- Szilágyi László – Kellér Dezső – Ábrahám Pál: 3:1 a szerelem javára.... Báró Szirmay
- Szilágyi László – Zerkovitz Béla: Csókos asszony.... Kubanek
- Eisemann Mihály – Halász Imre – Békeffi István: Egy csók és más semmi.... dr. Sáfrány
- Szilágyi László – Eisemann Mihály: Tokaji aszú.... Krajcár Jani
- Baróti Géza – Eisemann Mihály: Bástyasétány 77.... Ödön
- Ábrahám Pál: Bál a Savoyban.... Musztafa Bey
- Ábrahám Pál: Viktória.... Csing-Csaó-Csó; Rosenthal úr
- Huszka Jenő – Bakonyi Károly - Martos Ferenc: Bob herceg.... Pomponius, a herceg nevelője
- Huszka Jenő: Lili bárónő.... Malomszegi Báró
- Kálmán Imre: Csárdáskirálynő.... Miska, főpincér
- Kálmán Imre: Marica grófnő.... Kudelka
- Kálmán Imre: A montmartre-i ibolya.... Spaghetti, végrehajtó és pikulás
- Lehár Ferenc: A víg özvegy.... Nyegus, követségi titkár
- Lévay Szilveszter – Michael Kunze: Mozart!.... Johann Thorwarth
- Topolcsányi Laura – Szomor György: Petőfifjú.... Andor színész, Apa, Almási

## Filmes, televíziós szerepei
- Im Süden meiner Seele (1989)
- 1848 (1998) (színházi előadás tv-felvétele)
- Szeretföld (2017).... Építészmester
- Holnap Tali! (sorozat) (2017).... Oszi
- Nyitott ablak (színházi előadás tv-felvétele)

## Díjai, elismerései
- A legjobb táncos-komikus díja (1997) (A Bál a Savoyban: Musztafa Bey szerepében nyújtott alakításáért – Budapesti Tavaszi Fesztivál – Operettfesztivál)[3]
- Nyolcszoros Petőfi-díjas [4]
- Latinovits-díj (2008)[5]
- Veszprém megyei Príma díj (2010)[6]
- Magyar Arany Érdemkereszt (2020)
- Jászai Mari-díj (2024)[7]